# Lego Star Wars: Rebuild the Galaxy
Lego Star Wars: Rebuild the Galaxy è una miniserie di quattro parti basata su LEGO Star Wars, pubblicata il 13 settembre 2024 sulla piattaforma Disney+.
Scritta e prodotta da Dan Hernandez e Benji Samit, con Chris Buckley come direttore, la miniserie segue le vicende di Sig Greebling, che attiva accidentalmente una potente reliquia Jedi che riscrive la realtà, obbligandolo a riportare tutto alla normalità.

## Trama
Dopo aver trovato un'antica reliquia in grado di riscrivere la realtà, un ragazzo di nome Sig Greebling cerca la soluzione ai cambiamenti con l'aiuto di un inafferrabile Jedi dimenticato da tempo.

## Episodi
| nº | Titolo originale | Titolo italiano | Pubblicazione     |
| -- | ---------------- | --------------- | ----------------- |
| 1  | Part One         | Parte Uno       | 13 settembre 2024 |
| 2  | Part Two         | Parte Due       | 13 settembre 2024 |
| 3  | Part Three       | Parte Tre       | 13 settembre 2024 |
| 4  | Part Four        | Parte Quattro   | 13 settembre 2024 |

## Personaggi e doppiatori

### Personaggi principali
- Sig Greebling: doppiato in originale da Gaten Matarazzo e in italiano da Nanni Baldini
- Dev Greebling: doppiato in originale da Tony Revolori e in italiano da Manuel Meli
- Bobarian "Jedi Bob" Afol: doppiato in originale da Bobby Moynihan e in italiano da Riccardo Scarafoni
- Yesi Scala: doppiata in originale da Marsai Martin e in italiano da Giulia Franceschetti
- Servo: doppiato in originale da Michael Cusack e in italiano da Daniele De Lisi
- Luke Skywalker: doppiato in originale da Mark Hamill e in italiano da Francesco Prando

### Personaggi secondari
- Darth Jar Jar: doppiato in originale da Ahmed Best e in italiano da Christian Iansante
- Jannah: doppiata in originale da Naomi Ackie e in italiano da Giorgia Brunori
- C-3PO: doppiato in originale da Anthony Daniels e in italiano da Mino Caprio
- Rose Tico: doppiata in originale da Kelly Marie Tran e in italiano da Luisa D'Aprile
- Lando Calrissian: doppiato in originale da Billy Dee Williams e in italiano da Ennio Coltorti

## Produzione
Il 6 maggio 2024, due giorni dopo lo Star Wars Day, è stata annunciata una miniserie basata sul brand LEGO Star Wars. Rebuild the Galaxy si concentra su un universo alternativo dell'universo di Guerre stellari, con il ritrovo da parte del protagonista Sig Greebling di una reliquia utiilizzato come espediente narrativo. L'idea di rendere Jar Jar un Sith sotto il nome di Darth Jar Jar proviene da alcune teorie che circondano il personaggio.
La miniserie presenta il debutto del Jedi Bob, una minifigure originaria dal set LEGO "Cannoniera della Repubblica" del 2002 proveniente dal film L'Attacco dei Cloni, set nel quale compariva senza nome. Gli è stato poi dato il nome di Bob dal fandom nel LEGO Star Wars Visual Dictionary pubblicato nel 2009.

### Casting
Assieme al teaser trailer è stato annunciato che sia Ahmed Best che Mark Hamill sarebbero tornati per rappresentare i loro personaggi originali di Jar Jar Binks e Luke Skywalker. Altri membri del cast includono Gaten Matarazzo e Tony Revolori per i fratelli Greebling, Marsai Martin per Yesi Scala, Michael Cusack per Servo e Bobby Moynihan per Jedi Bob.
Il 9 agosto 2024 durante il D23 è stato annunciato che Anthony Daniels, Kelly Marie Tran, e Billy Dee Williams avrebbero ripreso i loro ruoli di C-3PO, Rose Tico e Lando Calrissian; così come Naomi Ackie sarebbe tornata come Jannah da Star Wars - L'ascesa di Skywalker.

### Animazione
La miniserie è stata animata dallo studio Atomic Cartoons a Vancouver.

## Promozione
Un teaser trailer è stato pubblicato su YouTube il 6 maggio 2024, mentre il trailer ufficiale è stato pubblicato sulla stessa piattaforma il 9 agosto 2024.